# Liste der Landesstraßen in Tirol

Verkehrszeichen für Landesstraße „B“ (teilweise) und „L“

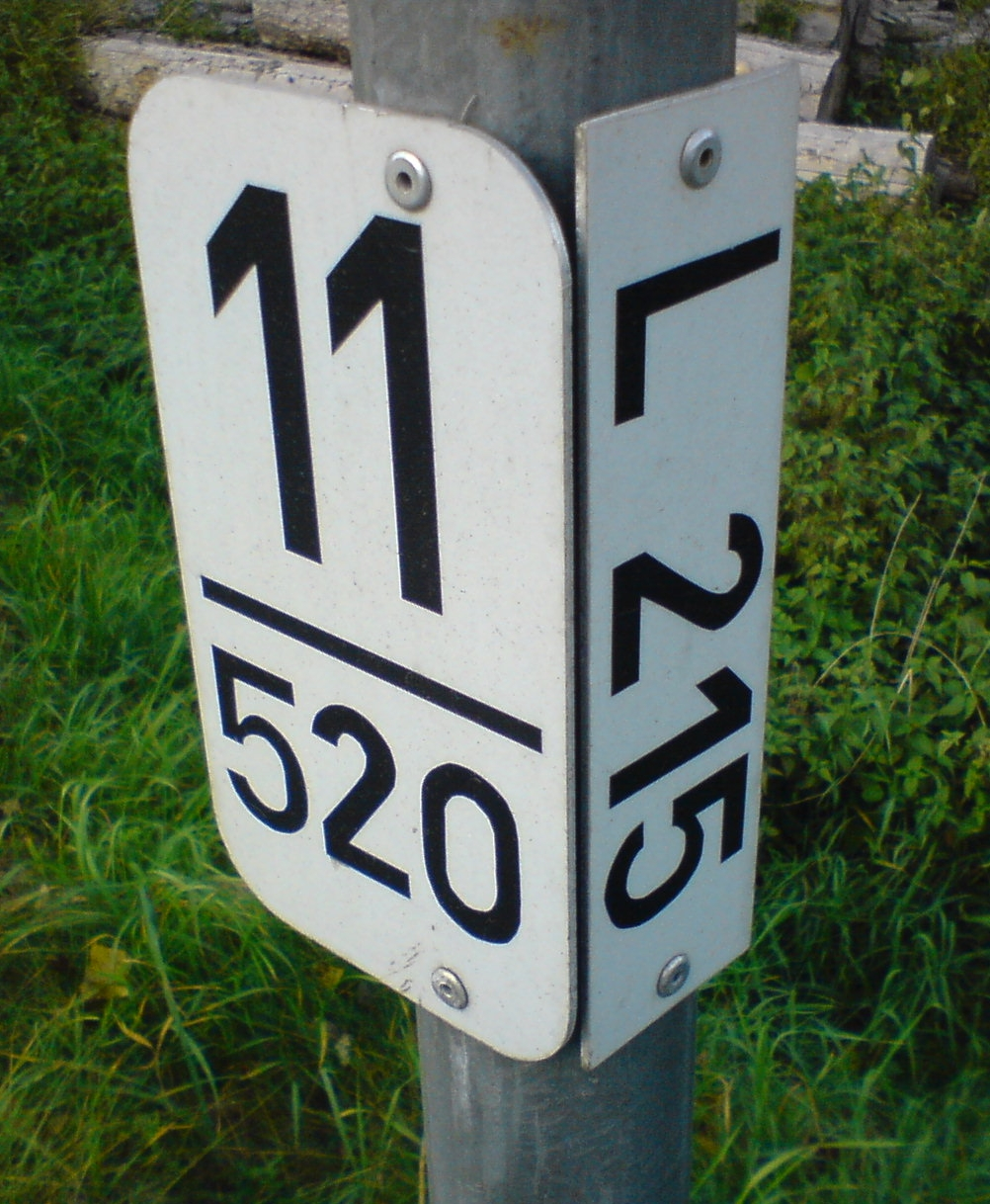
Kilometermarkierung beim Ende der „L 215“

Landesstraßen werden in Tirol mit einem vorangestellten B oder L bezeichnet.
Diese Liste enthält nur die Landesstraßen L mit den ein- bis dreistelligen Nummern L 1 bis L 396.

Die ehemaligen Bundesstraßen B, welche sich seit 2002 unter der Bezeichnung Landesstraße B in der Landesverwaltung befinden, sind unter Liste der ehemaligen Bundesstraßen Österreichs angeführt. Die Bundesstraßen A und S sind unter Liste der Autobahnen und Schnellstraßen in Österreich aufgelistet.

## Geschichte
- Im Tiroler Straßengesetz vom 28. September 1950 werden 26 Landesstraßen erster Ordnung (Verzeichnis „A“, Nr. 1 bis 26) und 73 Landesstraßen zweiter Ordnung (Verzeichnis „B“, Nr. 201 bis 273) aufgezählt.[1]
- 1951 wurde das Landesstraßenverzeichnis um weitere 18 Straßen (Nr. 291 bis 308) ergänzt. Mit diesem Gesetz wurde die Tiroler Landesregierung ermächtigt, diese Straßen zu einem späteren Zeitpunkt (d. h. nach Beendigung der Bauarbeiten) zu Landesstraßen zu erklären.[2]
- Ab 1. Jänner 1957 wurde das Tiroler Straßennetz um zusätzliche Landesstraßen zweiter Ordnung (bis einschließlich Nr. 328) ergänzt.[3]
- Ab 1. Jänner 1961 wurde das Tiroler Landesstraßennetz um zusätzliche Landesstraßen erster und zweiter Ordnung – die Landesstraßen 27 bis 36 sowie 329 bis 389 – ergänzt.[4]
- Mit dem neuen Tiroler Straßengesetz vom 16. November 1988 endete die Unterscheidung zwischen Landesstraßen erster und zweiter Ordnung.[5]

## Landesstraßen L
Text im Straßenverlauf laut Gesetz, gekürzt um die Unterteilungen in Bezirke und mit Leerzeichen vereinheitlicht. Anmerkungen in kursiver Schrift
Stand: 20. November 2021;
Stand Verlauf der L 38 und L 228: 1. Jänner 2022 (letzte Gesetzesänderungen)
| Nr. „L“ | Bezirk(e)                 | Name                         | Verlauf | Länge in km |
| ------- | ------------------------- | ---------------------------- | --- | ----------- |
| ehem. 1 | Kitzbühel                 | Fieberbrunner Straße         | (jetzt B 164 Hochkönig Straße) St. Johann in Tirol – ( in Salzburg) | 56,251      |
| 2       | Kitzbühel                 | Pillerseestraße              | Waidring/Unterwasser (B 178 Loferer Straße) – St. Ulrich am Pillersee – St. Jakob in Haus – Fieberbrunn (B 164 Hochkönigstraße) | 15,516      |
| 3       | Kufstein                  | Wildschönauer Straße         | Wörgl (B 171 Tiroler Straße) – Wildschönau – Auffach/Umfahrung Ende | 14,725      |
| 4       | Kufstein                  | Brandenbergstraße            | Kramsach (L 211 Unterinntalstraße, 1. Teil) – Brandenberg – Pinegg – Aschau/Kirche | 15,568      |
| 5       | Kufstein                  | Alpbacher Straße             | Brixlegg (B 171 Tiroler Straße) – Reith im Alpbachtal (Umfahrung) – Alpbach/Lagerhaus – Inneralpbach/Gasthof Wiedersberger Horn | 10,863      |
| 6       | Schwaz                    | Tuxer Straße                 | Mayrhofen (B 169 Zillertalstraße) – Finkenberg – Tux/Hintertux, Dorfplatz | 17,255      |
| 7       | Schwaz                    | Kasbachstraße                | Buch in Tirol (B 171 Tiroler Straße) – Jenbach – Eben am Achensee/Maurach, Dorfstraße (Bei Bahnübergang Achenseebahn) | 06,131      |
| 8       | Innsbruck-Stadt / -Land   | Dörferstraße                 | Innsbruck/Mühlau (B 171 Tiroler Straße) – Arzl – Rum – Thaur – Absam – Hall in Tirol/Unterer Stadtplatz (B 171 Tiroler Straße) | 11,010      |
| 9       | Innsbruck-Stadt / -Land   | Mittelgebirgsstraße          | Innsbruck/Olympia Eisstadion (B 174 Innsbrucker Straße) – Igls – Lans – Sistrans – Aldrans/Wiesenhöfe – Rinn – Tulfes – Ampass / Autobahnanschlußstelle, Rampe Hall in Tirol nach Wattens (B 171a Tiroler Straße, Abzweigung Hall in Tirol) | 16,880      |
| 10      | Innsbruck-Land            | Gschnitztalstraße            | Steinach am Brenner (B 182 Brennerstraße) – Trins – Gschnitz – Obertal/Gasthof Feuerstein | 12,950      |
| 11      | Innsbruck-Stadt / -Land   | Völser Straße                | Innsbruck (B 171 Tiroler Straße) – Völs/Umfahrung – Kematen in Tirol – Unterperfuss – Zirl – Inzing – Polling in Tirol – Flaurling – Oberhofen im Inntal – Pfaffenhofen (B 171 Tiroler Straße) | 27,971      |
| 12      | Innsbruck-Stadt / -Land   | Götzener Straße              | Innsbruck/Völser Bühel (L 11 Völser Straße) – Götzens – Birgitz – Axams – Grinzens/Dorfplatz | 08,494      |
| 13      | Imst / Innsbruck-Land     | Sellraintalstraße            | Zirl/Martinsbühel (B 171 Tiroler Straße) – Kematen in Tirol – Sellrain – Gries im Sellrain – St. Sigmund im Sellrain, Haggen – Silz/Jagdschloss Kühtai (L 237 Kühtaistraße) | 26,683      |
| 14      | Innsbruck-Land            | Leutascher Straße            | Reith bei Seefeld/Winterbauhof (B 177 Seefelder Straße) – Seefeld in Tirol/Südumfahrung – Leutasch/Lochlehn | 14,993      |
| 15      | Imst                      | Gurgler Straße               | Sölden/Abzweigung der Timmelsjoch-Hochalpenstraße (B 186 Ötztalstraße) – Obergurgl/Kirchplatz | 02,000      |
| 16      | Imst                      | Pitztalstraße                | Karrösten (B 171 Tiroler Straße) – Arzl im Pitztal – Wenns – St. Leonhard im Pitztal/Gasthof Mittelberg | 36,652      |
| 17      | Imst / Landeck            | Piller Straße                | Wenns (L 16 Pitztalstraße) – Fließ/Piller – Fließ/Neuer Zoll (L 76 Landecker Straße) | 15,733      |
| 18      | Landeck                   | Kaunertalstraße              | Prutz (B 180 Reschenstraße) – Kaunertal/Feichten, Mautstelle | 12,989      |
| 19      | Landeck                   | Serfauser Straße             | Ried im Oberinntal (B 180 Reschenstraße) – Fiss – Serfaus/Kastenegg | 08,921      |
| 21      | Reutte                    | Berwang-Namloser Straße      | Bichlbach/West (B 179 Fernpassstraße) – Berwang – Namlos – Stanzach (B 198 Lechtalstraße) | 26,900      |
| 23      | Reutte                    | Jungholzer Straße            | ( St 2373 in Bayern –) Jungholz/Staatsgrenze bei Mühlbachbrücke – Jungholz – Langenschwand | 02,500      |
| 24      | Lienz                     | Virgentalstraße              | Matrei in Osttirol (B 108 Felbertauernstraße) – Virgen – Prägraten – Hinterbichl/Platz vor dem Gasthof Islitzer | 18,040      |
| 25      | Lienz                     | Defereggentalstraße          | Matrei in Osttirol/Huben (B 108 Felbertauernstraße) – Hopfgarten in Defereggen – St. Veit in Defereggen – St. Jakob in Defereggen – Staatsgrenze am Staller Sattel (– in Italien) | 35,039      |
| 26      | Lienz                     | Kalser Straße                | Matrei in Osttirol/Huben (B 108 Felbertauernstraße) – Kals am Großglockner – Großdorf/Kapelle | 13,750      |
| 27      | Lienz                     | Nikolsdorfer Straße          | Dölsach/bei Lengberg (B 100 Drautalstraße) – Nikolsdorf – Landesgrenze bei Nörsach (– 14A in Kärnten) | 06,910      |
| 28      | Schwaz                    | Walchenstraße                | Achenkirch/Achenpass (B 181 Achenseestraße) – Staatsgrenze bei Pittenbachbrücke (km 0,00 – 0,04); (– in Bayern –) Staatsgrenze bei Gaisalmbrücke – Staatsgrenze bei Rauchstubenbrücke (km 1,343 – 1,685) für den dazwischen liegenden Teil siehe: deutsche Bundesstraße 307                                                                                                   | 00,346      |
| 30      | Kufstein                  | Hinterthierseestraße         | Thiersee/Vorderthiersee (L 37 Thierseestraße) – Hinterthiersee – Landl (L 37 Thierseestraße) | 07,512      |
| 32      | Innsbruck-Stadt / -Land   | Aldranser Straße             | Innsbruck (L 9 Mittelgebirgsstraße) – Aldrans – Gasthaus Hubertus (L 9 Mittelgebirgsstraße) | 04,901      |
| 33      | Innsbruck-Stadt / -Land   | Patscher Straße              | Innsbruck/Igls (L 9 Mittelgebirgsstraße) – Patsch/bei Grünwalderhof (L 38 Ellbögener Straße) | 02,010      |
| 35      | Innsbruck-Land            | Buchener Straße              | Leutasch/Gasse (L 14 Leutascher Straße) – Telfs/Buchen – Autobahnanschlußstelle Telfs/Ost (B 171 Tiroler Straße) | 14,773      |
| 36      | Innsbruck-Land            | Möserer Straße               | Seefeld in Tirol (L 14 Leutascher Straße) – Telfs/Mösern – Bairbach (L 35 Buchener Straße) | 06,841      |
| 37      | Kufstein                  | Thierseestraße               | Kufstein/Zell (B 175 Wildbichler Straße) – Thiersee – Landl – Staatsgrenze bei Ursprung (– St 2075 in Bayern) | 17,357      |
| 38      | Innsbruck-Land, Innsbruck | Ellbögener Straße            | Ampass/Autobahnanschlussstelle, Rampe von Innsbruck nach Hall in Tirol (B 171a Tiroler Straße, Abzweigung Hall in Tirol) – Ampass – Aldrans – Lans – Patsch – Ellbögen – Matrei am Brenner – B 182 Brennerstraße | 22,358      |
| 39      | Kitzbühel                 | Erpfendorfer Straße          | Kirchdorf in Tirol/Erpfendorf (B 178 Loferer Straße) – Kössen (B 172 Walchseestraße) | 11,480      |
| 40      | Kitzbühel                 | Oberndorfer Straße           | Oberndorf in Tirol/Süd (B 161 Pass-Thurn-Straße) – Oberndorf in Tirol/Abzweigung Lindenweg | 01,320      |
| 41      | Kitzbühel / Kufstein      | Grafenwegstraße              | Hopfgarten im Brixental (L 205 Kelchsaustraße) – Grafenweg – Bezirksgrenze – Wildschönau/Niederau (L 3 Wildschönauer Straße) | 05,560      |
| 42      | Kitzbühel                 | Penningbergstraße            | Hopfgarten im Brixental (L 205 Kelchsaustraße) – Penningdörfl/Kirche | 03,926      |
| 43      | Kufstein                  | Niederndorferbergstraße      | Niederndorf (B 172 Walchseestraße) – Niederndorferberg/Mayrhof | 02,660      |
| 44      | Kufstein                  | Rettenschösser Straße        | Rettenschöss/Primau (B 172 Walchseestraße) – Rettenschöss/Wegverzweigung Ritzergraben, Stauding | 02,575      |
| 46      | Kufstein                  | Alpbacher Dorfstraße         | Alpbach/Lagerhaus (L 5 Alpbacher Straße) – Alpbach/Kirchplatz | 00,940      |
| 47      | Kufstein                  | Kramsacher Straße            | Brixlegg/Ost (B 171 Tiroler Straße) – Kramsach (L 211 Unterinntalstraße, 1. Teil) | 00,862      |
| 48      | Kufstein                  | Breitenbacher Straße         | Kundl/Turbinenweg (B 171 Tiroler Straße) – Breitenbach am Inn (L 211 Unterinntalstraße, 1. Teil) | 01,877      |
| 49      | Schwaz                    | Pankrazbergstraße            | Fügen (B 169 Zillertalstraße) – Fügenberg/Pankrazberg – Abzweigung Geolsalmweg | 03,845      |
| 50      | Schwaz                    | Gerlosbergstraße             | Hainzenberg (B 165 Gerlosstraße) – Rohrberg – Gerlosberg/Erlach | 05,213      |
| 51      | Schwaz                    | Zellbergstraße               | Zellberg/Zellbergeben (L 300 Zillertaler Dörferstraße) – Zellberg/Herz-Jesu-Kapelle | 02,525      |
| 52      | Schwaz                    | Schwendbergstraße            | Hippach/Nord (L 300 Zillertalstraße) – Schwendberg/Gasthaus Perler | 05,521      |
| 53      | Schwaz                    | Pillbergstraße               | Pill (B 171 Tiroler Straße) – Schwaz/Arzberg – Pill, Hochpillberg/Abzweigung Jocherweg | 06,094      |
| 54      | Innsbruck-Land            | Vögelsbergstraße             | Wattens/Vögelsberg (L 371 Großvolderbergstraße) – Gasthof Vögelsberg | 00,325      |
| 55      | Innsbruck-Land            | Kleinvolderbergstraße        | Volders (L 371 Großvolderbergstraße) – Kleinvolderberg/Wegabzweigung zum Edenhaus | 02,715      |
| 56      | Innsbruck-Land            | Fulpmer Straße               | Fulpmes/Riehlstraße (L 337 Telfeser Straße) – Fulpmes/Platz nach der Riehlbrücke | 00,740      |
| 57      | Innsbruck-Land            | Zirler Straße                | Zirl/Autobahnanschlußstelle Zirl/West (A 12 Inntalautobahn) – Bahnüberführung (L 11 Völser Straße) | 00,360      |
| 58      | Innsbruck-Land            | Reither Straße               | Reith bei Seefeld/Nord (B 177 Seefelder Straße) – Reith bei Seefeld/Gemeindeamt | 00,958      |
| 59      | Imst                      | Mötzer Dorfstraße            | Silz/Autobahnanschlußstelle (L 236 Mötzer Straße) – Mötz/Innbrücke, nördliches Widerlager | 00,465      |
| 60      | Imst                      | Ötztal-Bahnhof-Straße        | Haiming (B 171 Tiroler Straße) – Ötztal-Bahnhof | 00,505      |
| 61      | Imst                      | Brennbichlstraße             | Imst/Brennbichl (B 171 Tiroler Straße) und Einbindung bei Karrösten/Romedihof (L 16 Pitztalstraße) – Arzl im Pitztal/südliches Widerlager der Innbrücke | 01,890      |
| 62      | Imst                      | Walder Straße                | Arzl im Pitztal/Rastboden (L 243 Jerzener Straße) – Wald im Pitztal/Kirche | 01,112      |
| 63      | Landeck                   | Gacher-Blick-Straße          | Fließ/Gacher Blick (L 17 Piller Straße) – Puschlin – Kaunerberg (L 250 Kaunerbergstraße) | 05,900      |
| 64      | Landeck                   | Kauner Straße                | Kauns (L 250 Kaunerbergstraße) – Gasthof Alpenrose (L 18 Kaunertalstraße) | 02,430      |
| 65      | Landeck                   | Oberinntalstraße             | Prutz (B 180 Reschenstraße) – Ried im Oberinntal – Tösens – Serfaus/Tschupbach – Schönegg – Pfunds/Stein – Lafairs – Birkach – Pfunds/Ost (B 180 Reschenstraße) | 15,320      |
| 66      | Landeck                   | Spisser Dorfstraße           | Spiss/bei Kirche (L 348 Spisser Straße) – Wegverzweigung 60 m nach Gasthaus Edelweiß | 00,660      |
| 67      | Landeck                   | Langestheistraße             | Kappl/Holdernach (B 188 Paznauntalstraße) – Innerlangesthei/Kirche | 03,544      |
| 68      | Landeck                   | Stanzertalstraße             | Flirsch/Pardöll – (B 171 Tiroler Straße) – Pettneu am Arlberg – St. Anton am Arlberg/Sankt Jakob am Arlberg (B 197 Arlbergstraße) | 09,385      |
| 69      | Reutte                    | Reuttener Straße             | Reutte (B 198 Lechtalstraße) – Pflach – Musau – Vils – Staatsgrenze bei Schönbichl (– St 2520 in Bayern) | 15,300      |
| 70      | Reutte                    | Breitenwanger Straße         | Breitenwang/Kreckelmoos (L 255 Planseestraße) – Breitenwang – Reutte (L 69 Reuttener Straße) | 01,900      |
| 71      | Reutte                    | Lermooser Straße             | Biberwier (L 391 Ehrwalder Straße) – Lermoos (B 187 Ehrwalder Straße) | 02,400      |
| 72      | Reutte                    | Hahntennjochstraße 2. Teil   | Pfafflar/Hahntennjoch, Bezirksgrenze gegen Imst (L 246 Hahntennjochstraße, 1. Teil) – Pfafflar (L 266 Bschlaber Straße) | 05,200      |
| 73      | Lienz                     | Gaimbergstraße               | Lienz (B 100 Drautalstraße) – Gaimberg/Zettersfeldbahn – Grafendorf/Wegabzweigung zur Kirche | 01,792      |
| 74      | Lienz                     | Rajachstraße                 | Hopfgarten in Defereggen (L 25 Defereggentalstraße) – Rajach | 02,190      |
| 75      | Innsbruck-Land            | Bodenstraße                  | Scharnitz/Gießenbach (B 177 Seefelder Straße) – Leutasch (L 14 Leutascher Straße) | 05,315      |
| 76      | Landeck                   | Landecker Straße             | Landeck (B 171 Tiroler Straße) – Fließ/Neuer Zoll (B 180 Reschenstraße) | 07,440      |
| 77      | Innsbruck-Land            | Löfflerweg                   | Hall in Tirol/West (B 171 Tiroler Straße) – Autobahnanschlussstelle Hall in Tirol/West (A 12 Inntal Autobahn). | 00,350      |
| 202     | Kitzbühel                 | Reither Straße               | Kitzbühel/Gundhabing (B 170 Brixentalstraße) – Reith bei Kitzbühel – Going am Wilden Kaiser/Stanglwirt (B 178 Loferer Straße) | 08,177      |
| 203     | Kitzbühel                 | Spertentalstraße             | Kirchberg in Tirol/Anschluss Mitte (B 170 Brixentalstraße) – Aschau/Gasthof Gred | 08,790      |
| 204     | Kitzbühel                 | Windauer Straße              | Westendorf/Stockerkapelle (B 170 Brixentalstraße) – Westendorf – Windau – Rettenbach/Gasthof Jagerhäusl, Wegabzweigung Hinterwindau nach Brücke Windauer Ache | 08,594      |
| 205     | Kitzbühel                 | Kelchsaustraße               | Hopfgarten im Brixental (B 170 Brixentalstraße) – Kelchsau/Fuchswirt | 08,314      |
| 206     | Kitzbühel                 | Itterstraße                  | Hopfgarten im Brixental (B 170 Brixentalstraße) – Itter – Mühltal (B 178 Loferer Straße) | 03,685      |
| 207     | Kufstein                  | Hintersteiner-See-Straße     | Scheffau am Wilden Kaiser (B 178 Loferer Straße) – Scheffau am Wilden Kaiser – Parkplatzeinfahrt am östlichen Seeufer | 04,500      |
| 208     | Kufstein                  | Bad Häring-Schwoicher Straße | Kirchbichl (B 171 Tiroler Straße) – Bad Häring – Schwoich (B 173 Eibergstraße) | 08,819      |
| 209     | Kufstein                  | Erler Straße                 | Niederndorf/Innbrücke (B 172 Walchseestraße) – Erl – Staatsgrenze bei Schwaigen (– RO 1 in Bayern) | 06,827      |
| 210     | Kufstein                  | Hechtseestraße               | Kufstein/Klause (B 171 Tiroler Straße) – Hechtsee/Gasthof Hechtsee | 01,537      |
| 211     | Kufstein                  | Unterinntalstraße 1. Teil    | Kufstein/Zell (B 171 Tiroler Straße) – Langkampfen – Mariastein – Angerberg – Breitenbach am Inn – Kramsach – Münster/Bezirksgrenze gegen Wiesing (L 215 Unterinntalstraße 2. Teil) | 37,453      |
| 212     | Kufstein                  | Langkampfener Straße         | Kirchbichl (B 171 Tiroler Straße) – Langkampfen/Niederbreitenbach (L 211 Unterinntalstraße, 1. Teil) | 02,321      |
| 213     | Kufstein                  | Angerbergstraße              | Kirchbichl/Gratten (B 171 Tiroler Straße) – Angath – Angerberg (L 211 Unterinntalstraße, 1. Teil) | 05,500      |
| 215     | Schwaz                    | Unterinntalstraße 2. Teil    | Wiesing/Bezirksgrenze gegen Münster (L 211 Unterinntalstraße, 1. Teil) – Wiesing (B 181 Achenseestraße) – Jenbach – Stans – Vomp (L 222 Vomper Straße) | 11,520      |
| 216     | Schwaz                    | Stummer Straße               | Kaltenbach (L 300 Zillertaler Dörferstraße) – Stumm – Ahrnbach/Wegabzweigung Kleinstummerberg | 02,817      |
| 218     | Schwaz                    | Rotholzer Straße             | Schwaz (B 171 Tiroler Straße) – Marktstraße – Buch bei Jenbach – Maurach – Rotholz – Strass im Zillertal – Schlitters (B 169 Zillertalstraße) | 12,200      |
| 220     | Schwaz                    | Pertisauer Straße            | Eben am Achensee/Maurach, Postamt (L 7 Jenbacher Straße) – Pertisau/Klausnerhof | 05,087      |
| 221     | Schwaz                    | Steinbergstraße              | Achenkirch (B 181 Achenseestraße) – Steinberg am Rofan/Kirchenwirt | 10,278      |
| 222     | Schwaz                    | Vomper Straße                | Schwaz/Ost (B 171 Tiroler Straße) – Vomp – Terfens – Weer (B 171 Tiroler Straße) | 10,960      |
| 223     | Innsbruck-Land            | Fritzener Straße             | Wattens (B 171 Tiroler Straße) – Fritzens/Hubertushof | 03,245      |
| 224     | Innsbruck-Land            | Baumkirchner Straße          | Mils/Volderer Innbrücke (B 171 Tiroler Straße) – Baumkirchen/Abzweigung der Schloßstraße beim Gasthof Schindl | 02,465      |
| 225     | Innsbruck-Land            | Gnadenwalder Straße          | Absam (L 8 Dörferstraße) – Gnadenwald/Wegabzweigung nach Fritzens (Weberhof) | 07,260      |
| 226     | Innsbruck-Land            | Natterer Straße              | Natters (L 227 Mutterer Straße) – Hölltal – Natters – Krankenhauseinfahrt | 02,400      |
| 227     | Innsbruck-Land            | Mutterer Straße              | Natters (B 182 Brennerstraße) – Mutters – Kreith/Wegverzweigung Unterkreith/Oberkreith | 05,200      |
| 228     | Innsbruck-Land            | Naviser Straße               | Matrei am Brenner/Unterstatz (B 182 Brennerstraße) – Navis/Lagerhaus | 08,400      |
| 229     | Innsbruck-Land            | Schmirntalstraße             | Steinach am Brenner/Stafflach (B 182 Brennerstraße) – Vals/St. Jodok am Brenner – Schmirn – Obern | 12,300      |
| 230     | Innsbruck-Land            | Valser Straße                | Vals/St. Jodok am Brenner (L 229 Schmirntalstraße) – Innervals/Peter Franzens | 04,900      |
| 231     | Innsbruck-Land            | Obernbergstraße              | Gries am Brenner (B 182 Brennerstraße) – Obernberg am Brenner – Gereit/Waldesruh | 07,400      |
| 232     | Innsbruck-Land            | Ranalter Straße              | Neustift im Stubaital (B 183 Stubaitalstraße) – Ranalt/Wegabzweigung zum Gasthof Falbesoner | 11,000      |
| 233     | Innsbruck-Land            | Oberperfer Straße            | Unterperfuss/Melachbrücke (L 11 Völser Straße) – Oberperfuss – Obere Gasse – Hinterburg – Sellrain (L 13 Sellraintalstraße) | 08,870      |
| 234     | Innsbruck-Land            | Praxmarer Straße             | Gries im Sellrain (L 13 Sellraintalstraße) – St. Sigmund im Sellrain/Praxmar | 06,411      |
| 235     | Imst                      | Haiminger Straße             | Haiming (B 171 Tiroler Straße)-Haiming/Gemeindeamt | 01,632      |
| 236     | Imst                      | Mötzer Straße                | Silz/Autobahnanschlußstelle (B 171 Tiroler Straße) – Mötz/Umfahrung – Mieming/Krebsbach (B 189 Mieminger Straße) | 05,405      |
| 237     | Imst                      | Kühtaistraße                 | Oetz (B 186 Ötztalstraße) – Haiming/Ochsengarten – Silz/Jagdschloss Kühtai (L 13 Sellraintalstraße, 2. Teil) | 16,979      |
| 238     | Imst                      | Niederthaier Straße          | Umhausen/Nord (B 186 Ötztalstraße) – Taufererberg – Niederthai/Verkehrsbüro | 07,752      |
| 239     | Imst                      | Grieser Straße               | Längenfeld (B 186 Ötztalstraße) – Gries/Haus Gletscherblick | 05,807      |
| 240     | Imst                      | Venter Straße                | Sölden/Zwieselstein (B 186 Ötztalstraße) – Vent/Dorfplatz, Hotel Vent | 13,390      |
| 241     | Imst                      | Sautener Straße              | Oetz/Ebene (B 186 Ötztalstraße) – Sautens/Wegabzweigung zur Kirche | 00,930      |
| 242     | Imst                      | Roppener Straße              | Roppen/Löckpuit (B 171 Tiroler Straße) – Roppen/Kirche | 00,956      |
| 243     | Imst                      | Jerzener Straße              | Arzl im Pitztal (L 16 Pitztalstraße) – Leins – Jerzens (L 16 Pitztalstraße) | 10,165      |
| 244     | Imst                      | Karröstener Straße           | Karrösten (B 171 Tiroler Straße) – Karrösten/Wegverzweigung bei Haus Nr. 18 (Weberei) | 01,856      |
| 245     | Imst                      | Tarrenzer Straße             | Tarrenz (B 189 Mieminger Straße) – Obtarrenz/Gasthof Flür | 02,527      |
| 246     | Imst                      | Hahntennjochstraße 1. Teil   | Imst/Nord (B 189 Mieminger Straße) – Bezirksgrenze am Hahntennjoch gegen Pfafflar (L 72 Hahntennjochstraße, 2. Teil) | 13,925      |
| 248     | Imst                      | Imsterbergstraße             | Imst/Brennbichl (L 61 Brennbichlstraße) – Imsterberg/Au – Imsterberg/Wegverzweigung Schönwies, Spadegg | 05,842      |
| 250     | Landeck                   | Kaunerbergstraße             | Prutz (L 18 Kaunertalstraße) – Faggen – Kauns – Kaunerberg/Prantach, Kirche | 05,910      |
| 252     | Landeck                   | Grinner Straße               | Stanz bei Landeck/Köterbach (B 171 Tiroler Straße) – Grins/Innerdorf (Haus Nr. 57) | 03,125      |
| 253     | Landeck                   | Stanzer Straße               | Stanz bei Landeck/Köterbach (L 252 Grinner Straße) – Landeck/Köterbach – Stanz bei Landeck/Widum | 02,510      |
| 254     | Landeck                   | Kappler Straße               | Kappl/Lochau (B 188 Paznauntalstraße) – Kappl/Gasthof Post | 00,930      |
| 255     | Reutte                    | Planseestraße                | Reutte/Neumühle (B 179 Fernpassstraße) – Breitenwang/Plansee – Reutte/Zollamt Ammerwald – Staatsgrenze bei Fischbachbrücke (– St 2060 in Bayern) | 18,700      |
| 259     | Reutte                    | Wängler Straße               | Lechaschau (B 198 Lechtalstraße) – Wängle/Gemeindeamt | 01,600      |
| 260     | Reutte                    | Ehenbichler Straße           | Reutte (B 198 Lechtalstraße) – Ehenbichl – Rieden – Weißenbach am Lech (B 198 Lechtalstraße) | 08,300      |
| 261     | Reutte                    | Gräner Straße                | Grän/Haldensee (B 199 Tannheimer Straße) – Grän – Staatsgrenze bei Enge (– Bayern) | 05,900      |
| 264     | Reutte                    | Hornbacher Straße            | Stanzach (B 198 Lechtalstraße) – Vorderhornbach – Hinterhornbach/Wegverzweigung Bretterhof – Hochvogel | 09,800      |
| 265     | Reutte                    | Martinauer Straße            | Elmen/Martinauer Lechbrücke (B 198 Lechtalstraße) – Martinau – Vorderhornbach (L 264 Hornbacher Straße) | 01,900      |
| 266     | Reutte                    | Bschlaber Straße             | Elmen (B 198 Lechtalstraße) – Pfafflar/Bschlabs – Boden/Gasthof Stern | 10,700      |
| 267     | Reutte                    | Gramaiser Straße             | Häselgehr (B 198 Lechtalstraße) – Gramais/Platz nach dem Friedhof | 08,200      |
| 268     | Reutte                    | Kaiserer Straße              | Steeg (B 198 Lechtalstraße) – Kaisers/Edelweißhaus | 04,800      |
| 273     | Lienz                     | Villgratentalstraße          | Heinfels/Panzendorf (B 100 Drautalstraße) – Außervillgraten – Innervillgraten – Kalkstein | 14,520      |
| 274     | Kitzbühel                 | Kirchdorfer Straße           | Kirchdorf in Tirol (B 178 Loferer Straße) – Gasteig (B 176 Kössener Straße) | 03,711      |
| 275     | Kitzbühel                 | Auracher Straße              | Aurach bei Kitzbühel/Unteraurach (B 161 Paß-Thurn-Straße) – Oberaurach/Kirche | 00,842      |
| 281     | Schwaz                    | Stummerbergstraße            | Stumm (L 216 Stummer Straße) – Stummerberg/Wegabzweigung zur Schule | 03,740      |
| 282     | Schwaz                    | Rißtalstraße                 | ( TÖL 24 in Bayern –) Vomp/Hinterriß, Staatsgrenze bei der ersten Rißbachbrücke – Staatsgrenze bei der zweiten Rißbachbrücke (km 0,000 – 0,873); (– TÖL 24 –) Eben am Achensee/Hinterriß, Staatsgrenze bei der Marchgrabenbrücke – Vomp/Hinterriß, Schlossbrücke (km 0,874 – 5,740); zwischen den beiden Teilstücken führt die Straße über deutsches Staatsgebiet (ca. 265 m) | 05,740      |
| 283     | Innsbruck-Stadt / -Land   | Ampasser Straße              | Innsbruck/Amras (B 174 Innsbrucker Straße) Griesauweg – Bleichenweg – Luigenstraße – Egerdach – Ampass (L 38 Ellbögener Straße) | 03,695      |
| 284     | Innsbruck-Land            | Wildermieminger Straße       | Wildermieming/Affenhausen (B 189 Mieminger Straße) – Wildermieming/Wegabzweigung 50 m nach der Kirche | 01,100      |
| 285     | Imst                      | Rietzer Straße               | Rietz/Bahnhof (B 171 Tiroler Straße) – Rietz/Gemeindeamt | 00,895      |
| 286     | Landeck                   | Ladiser Straße               | Ried im Oberinntal/Gstalsbachbrücke (L 19 Serfauser Straße) – Ladis – Fiss (L 19 Serfauser Straße) | 06,845      |
| 288     | Reutte                    | Pinswanger Straße            | Pflach (L 69 Reuttener Straße) – Pinswang – Unterpinswang (L 396 Weißhausstraße) | 06,300      |
| 289     | Lienz                     | Schlaitener Straße           | Ainet (B 108 Felbertauernstraße) – Schlaiten – Gantschach/Hof Wastler | 03,358      |
| 290     | Lienz                     | Dölsacher Straße             | Dölsach (B 100 Drautalstraße) – Dölsach – Göriach (B 107 Großglocknerstraße) | 01,565      |
| 294     | Kufstein / Schwaz         | Brucker Straße               | Reith im Alpbachtal/Gasthof Landhaus (B 171 Tiroler Straße) – Bruck am Ziller/Wegabzweigung nach Bruckerberg | 02,320      |
| 295     | Kufstein                  | Buchberger Straße            | Niederndorf/Weberbrücke (B 172 Walchseestraße) – Ebbs/Buchberg – Ebbs/Asching – Rettenschöss/Schmiedtalbrücke (B 172 Walchseestraße) | 02,950      |
| 297     | Schwaz                    | Distelbergstraße             | Aschau im Zillertal (L 300 Zillertaler Dörferstraße) – Aschau im Zillertal/Einmündung in die Zillerstraße | 00,762      |
| 298     | Schwaz                    | Harter Straße                | Fügen (B 169 Zillertalstraße) – Hart im Zillertal – Oberhart/Kirche | 03,500      |
| 299     | Schwaz                    | Schwendauer Straße           | Hippach (L 300 Zillertaler Dörferstraße) – Schwendau – Mayrhofen/Eckartau (B 169 Zillertalstraße) | 02,186      |
| 300     | Schwaz                    | Zillertaler Dörferstraße     | Ried im Zillertal/Nord (B 169 Zillertalstraße) – Kaltenbach – Aschau im Zillertal – Zellberg/Zellbergeben – Hippach – Ramsau im Zillertal (B 169 Zillertalstraße) | 13,870      |
| 301     | Schwaz                    | Weerbergstraße               | Pill/Kirche und Einbindung Richtung Innsbruck (B 171 Tiroler Straße) – Weerberg/Abzweigung Hausstattweg | 06,600      |
| 302     | Schwaz                    | Gallzeiner Straße            | Schwaz/Ried (L 218 Rotholzer Straße) – Gallzein/Kirche Hof | 03,782      |
| 304     | Innsbruck-Land            | Neugötzener Straße           | Mutters (L 227 Mutterer Straße) – Götzens (L 12 Götzener Straße) | 05,200      |
| 306     | Innsbruck-Land            | Kranebitter Straße           | Völs/Autobahnanschlußstelle Innsbruck – Kranebitten (B 171b Tiroler Straße, Abzweigung Kranebitten) – Völs (L 11 Völser Straße) | 00,370      |
| 307     | Innsbruck-Land            | Hattinger Straße             | Pettnau/Leiblfing (B 171 Tiroler Straße) – Inzing/Hatting (L 11 Völser Straße) | 01,283      |
| 309     | Imst                      | Haimingerbergstraße          | Haiming (B 171 Tiroler Straße) – Haimingerberg/Dorfplatz bei Gasthof Höpperg | 02,860      |
| 310     | Imst                      | Piburger Straße              | Oetz (B 186 Ötztalstraße) – Piburg/Parkplatzzufahrt bei Blasiuskapelle | 02,240      |
| 311     | Landeck                   | Zammerbergstraße             | Zams (B 171 Tiroler Straße) – Zammerberg/Wegverzweigung Rifenal – Egarten | 02,240      |
| 312     | Landeck                   | Hochgallmiggstraße           | Fließ/Urgen (L 76 Landecker Straße) – Hochgallmigg/Kirche | 03,920      |
| 313     | Landeck                   | Fendler Straße               | Prutz (L 18 Kaunertalstraße) – Fendels/Kirche | 04,000      |
| 317     | Reutte                    | Lechleitner Straße           | Steeg/Gehren (B 198 Lechtalstraße) – Lechleiten/Parkplatz | 01,200      |
| 318     | Lienz                     | Lavanter Straße              | Lienz/Zettersfeldkreuzung (B 100 Drautalstraße) – Tristach – Lavant – Dölsach (B 100 Drautalstraße). | 09,730      |
| 319     | Lienz                     | Tristacher-See-Straße        | Lienz/Amlacherkreuzung (B 100 Drautalstraße) – Amlach – Tristacher See. | 04,457      |
| 321     | Lienz                     | Thurner Straße               | Lienz (B 108 Felbertauernstraße) – Thurn/Kirche | 02,657      |
| 322     | Lienz                     | Gwablstraße                  | Ainet (B 108 Felbertauernstraße) – Gwabl/Wegabzweigung Oberleibnig | 02,480      |
| 324     | Lienz                     | Pustertaler Höhenstraße      | Leisach (B 100 Drautalstraße) – Assling/Bannberg – Schrottendorf – Unterassling – Oberassling – Vergein – St. Justina – Anras – Abfaltersbach (B 100 Drautalstraße) | 29,490      |
| 325     | Lienz                     | Tessenbergstraße             | Heinfels/Panzendorf (B 100 Drautalstraße) – Tessenberg – Strassen (B 100 Drautalstraße) | 06,396      |
| 326     | Lienz                     | Winkeltalstraße              | Außervillgraten (L 273 Villgratentalstraße) – Winkeltal/Kapelle St. Katharina | 02,503      |
| 328     | Lienz                     | Hollbrucker Straße           | Kartitsch/Aigen (B 111 Gailtalstraße) – Hollbruck/Kirche | 02,980      |
| 330     | Schwaz                    | Brandbergstraße              | Mayrhofen (B 169 Zillertalstraße) – Brandbergtunnel – Brandberg/Gasthof Tanner | 05,680      |
| 331     | Schwaz                    | Zeller Straße                | Rohrberg (B 169 Zillertalstraße, Anschluss Zell am Ziller/Nord) – Zell am Ziller – Zellberg/Zellbergeben (L 300 Zillertaler Dörferstraße) | 02,415      |
| 332     | Schwaz / Innsbruck-Land   | Kolsassbergstraße            | Weer (B 171 Tiroler Straße)-Bahnhofstraße – Bezirksgrenze/Weerbachbrücke – Kolsass – Kolsassberg/Jägerhof | 03,241      |
| 335     | Innsbruck-Land            | Milser Straße                | Mils (B 171 Tiroler Straße) – Mils/Einmündung in die Kirchstraße | 00,710      |
| 336     | Innsbruck-Land            | Ranggener Straße             | Unterperfuss (L 233 Oberperfer Straße) – Ranggen/Kirche | 04,144      |
| 337     | Innsbruck-Land            | Telfeser Straße              | Mieders (B 183 Stubaitalstraße) – Fulpmes/Riehlstraße – Telfes im Stubai/Kirche | 02,170      |
| 339     | Innsbruck-Land            | Wattentalstraße              | Wattens (B 171 Tiroler Straße) – Wattenberg/Feuerwehrhaus beim Gasthof Mühle | 04,719      |
| 340     | Imst                      | Längenfelder Straße          | Längenfeld/Au (B 186 Ötztalstraße) – Winklen – Oberried – Unterlängenfeld (B 186 Ötztalstraße) | 04,380      |
| 341     | Imst                      | Stamser Straße               | Stams (B 171 Tiroler Straße) – Stams/Dorfplatz | 00,460      |
| 342     | Imst                      | Milser Straße                | Mils bei Imst/Ost (B 171 Tiroler Straße) – Mils bei Imst/Wegabzweigung zum Gemeindeamt | 00,665      |
| 344     | Imst                      | Zaunhofstraße                | St. Leonhard im Pitztal/Hairlach (L 16 Pitztalstraße) – Enzenstall – Zaunhof/Kirche | 01,643      |
| 348     | Landeck                   | Spisser Straße               | Pfunds/Vorderrauth (B 180 Reschenstraße) – Nauders/Noggels – Spiss – Staatsgrenze bei Spissermühl (– 418 in der Schweiz) | 09,500      |
| 350     | Landeck                   | Tobadiller Straße            | Landeck/Bruggen (B 171 Tiroler Straße) – Perfuchsberg – Zappenhof – Tobadill/Wegverzweigung Feld (zur Kirche) | 05,494      |
| 351     | Landeck                   | Pfundser Straße              | Pfunds/Schaffenland (B 180 Reschenstraße) – Pfunds/Greiter Straße | 00,436      |
| 352     | Landeck                   | Strenger-Berg-Straße         | Strengen (B 171 Tiroler Straße) – Strenger Berg/Blasgen | 02,997      |
| 355     | Reutte                    | Heiterwanger-See-Straße      | Heiterwang/Nord (B 179 Fernpassstraße) – Heiterwanger See/Gasthof Fischer am See | 01,600      |
| 358     | Lienz                     | Sankt Veiter Straße          | St. Veit in Defereggen/Innere Stanzbrücke (L 25 Defereggentalstraße) – St. Veit in Defereggen/Dorfplatz | 02,640      |
| 359     | Lienz                     | Asslinger Straße             | Assling/Thal-Aue (B 100 Drautalstraße) – Oberthal (L 324 Pustertaler Höhenstraße) | 02,080      |
| 361     | Lienz                     | Oberlienzer Straße           | Oberlienz (B 108 Felbertauernstraße) – Oberlienz einschließlich Zufahrt von Osten – Oberdrum/Wegabzweigung bei der Kirche | 01,928      |
| 371     | Innsbruck-Land            | Großvolderbergstraße         | Volders/Gasthof Post (B 171 Tiroler Straße) – Großvolderberg/Hauswurz | 05,200      |
| 379     | Kufstein                  | Niederndorfer Straße         | Ebbs (B 175 Wildbichler Straße) – Niederndorf (B 172 Walchseestraße) | 01,879      |
| 388     | Lienz                     | St.-Justina-Straße           | Anras/Mittewald (B 100 Drautalstraße) – St. Justina (L 324 Pustertaler Höhenstraße) | 02,440      |
| 389     | Schwaz                    | Vomperbachstraße             | Pill (B 171 Tiroler Straße) – Terfens/Vomperbach (L 222 Vomper Straße) | 01,552      |
| 391     | Reutte                    | Ehrwalder Straße             | Biberwier/Weißensee (B 179 Fernpassstraße) – Ehrwald/Bahnviadukt (B 187 Ehrwalder Straße) | 07,600      |
| 393     | Lienz                     | Kienburger Straße            | St. Johann im Walde/Unterleibnig (B 108 Felbertauernstraße) – St. Johann im Walde – Matrei in Osttirol/Kienburg – Huben (L 25 Defereggentalstraße) | 06,159      |
| 394     | Innsbruck-Land            | Axamer Straße                | Kematen in Tirol (L 13 Sellraintalstraße) – Axams (L 12 Götzener Straße) | 04,038      |
| 396     | Reutte                    | Weißhausstraße               | Vils/Stegen (L 69 Reuttener Straße) – Pinswang/Staatsgrenze bei Weißhaus (– in Bayern) | 02,900      |